# Ázerbájdžánská fotbalová federace
Ázerbájdžánská fotbalová federace (Azərbaycan Futbol Federasiyaları Assosiasiyası, zkráceně AFFA) je řídícím orgánem fotbalu v Ázerbájdžánu. Vznikla v roce 1992 a pod její vedení spadají reprezentace mužů, reprezentace žen i mládežnické reprezentace. Z klubových soutěží organizuje např. Ázerbájdžánský fotbalový pohár. Je členem FIFA i UEFA.